# Китепвеем
Китепве́ем (в верховье — Кытеп-Гуйтыньрывеем) — река на Дальнем Востоке России. Протекает по территории Чаунского района Чукотского автономного округа.
Длина реки 116 км, площадь бассейна — 1680 км².

## Гидроним
Название произошло от чук. Кытэпвээм — «баранья река». Нанесена на карту в 1823 году полярными исследователями Ф. П. Врангелем и Ф.Ф Матюшкиным как Малая Бараниха, в сравнении с Большой Баранихой, протекающей немного восточней.

## Гидрография
Берёт начало в северных отрогах гор Пыркарынат, впадает в Восточно-Сибирское море. В верховье протекает вдоль обрывистых берегов, изобилующих каменистыми осыпями. В низовьях местность вокруг реки сильно заболочена, имеется множество термокарстовых озёр. Скорость течения реки здесь составляет 1 м/с. В устье с восточной стороны расположен мыс Бараниха.

## Полезные ископаемые
В 1960 году в бассейне Китепвеема геологами проводились работы по поиску легендарной Серебряной горы, однако никаких рудных проявлений серебра здесь не было обнаружено.

## Притоки
Объекты перечислены по порядку от устья к истоку.
- 3 км: Пультыткувеем
- 21 км: река без названия
- 30 км: Ляг
- 45 км: река без названия
- 48 км: Канелывеем
- 53 км: река без названия
- 59 км: Бараний
- 79 км: Бараний
- 88 км: Тайный